# Élections législatives de 1973 dans les Deux-Sèvres
Les élections législatives françaises de 1973 se déroulent les 4 et 11 mars 1973. Dans le département des Deux-Sèvres, trois députés sont à élire dans le cadre de trois circonscriptions.

## Élus
| Circonscription | Député sortant                          | Parti | Parti | Député élu ou réélu | Parti | Parti |
| --------------- | --------------------------------------- | ----- | ----- | ------------------- | ----- | ----- |
| 1re             | Marie-Magdeleine Aymé de La Chevrelière |       | UDR   | René Gaillard       |       | PS    |
| 2e              | Jacques Fouchier                        |       | CDP   | Jacques Fouchier    |       | CDP   |
| 3e              | Augustin Bordage                        |       | UDR   | Albert Brochard     |       | CD    |

## Résultats

### Résultats à l'échelle du département
| Parti                 | Parti                                   | Premier tour | Premier tour | Second tour | Second tour | Sièges |
| Parti                 | Parti                                   | Voix         | %            | Voix        | %           | Sièges |
| --------------------- | --------------------------------------- | ------------ | ------------ | ----------- | ----------- | ------ |
|                       | Centre démocratie et progrès            | 49 610       | 30,66        | 31 542      | 28,11       | 1      |
|                       | Union des démocrates pour la République | 18 334       | 11,33        | 18 580      | 16,56       | 0      |
|                       | Union des républicains de progrès       | 67 944       | 41,99        | 50 122      | 44,67       | 1      |
|                       |                                         |              |              |             |             |        |
|                       | Parti socialiste                        | 42 527       | 26,28        | 42 688      | 38,05       | 1      |
|                       | Parti communiste français               | 15 476       | 9,56         |             |             | 0      |
|                       | Parti socialiste unifié                 | 1 694        | 1,05         | 0           |             |        |
|                       | Union de la gauche                      | 59 697       | 36,89        | 42 688      | 38,05       | 1      |
|                       |                                         |              |              |             |             |        |
|                       | Mouvement réformateur                   | 32 486       | 20,08        | 19 391      | 17,28       | 1      |
|                       | Extrême gauche dont LO                  | 1 694        | 1,05         |             |             | 0      |
|                       |                                         |              |              |             |             |        |
| Inscrits              | Inscrits                                | 207 183      | 100,00       | 140 957     | 100,00      | 3      |
| Abstentions           | Abstentions                             | 39 869       | 19,24        | 26 251      | 18,62       |        |
| Votants               | Votants                                 | 167 314      | 80,76        | 114 706     | 81,38       |        |
| Blancs et nuls        | Blancs et nuls                          | 5 493        | 3,28         | 2 505       | 2,18        |        |
| Exprimés              | Exprimés                                | 161 821      | 96,72        | 112 201     | 97,82       |        |
| Source : Data.gouv.fr |                                         |              |              |             |             |        |

### Résultats par circonscription

#### Première circonscription (Niort)
| Candidat           | Candidat               | Parti          | Premier tour | Premier tour | Second tour | Second tour |  |
| Candidat           | Candidat               | Parti          | Voix         | %            | Voix        | %           |  |
| ------------------ | ---------------------- | -------------- | ------------ | ------------ | ----------- | ----------- |  |
|                    | Pierre Charbonneau     | CDP (URP)      | 18 683       | 29,66        | 31 542      | 48,84       |  |
|                    | René Gaillard élu      | PS (UGSD)      | 18 156       | 28,82        | 33 036      | 51,16       |  |
|                    | Georges Treille        | Rad (MR)       | 15 805       | 25,09        | Retrait     | Retrait     |  |
|                    | Germaine Clopeau       | PCF            | 6 961        | 11,05        |             |             |  |
|                    | Jean-Marie Charpentier | PSU            | 1 694        | 2,69         |             |             |  |
|                    | Jean-Marie Roux        | LO             | 1 694        | 2,69         |             |             |  |
|                    |                        |                |              |              |             |             |  |
| Inscrits           | Inscrits               | Inscrits       | 82 833       | 100,00       | 82 822      | 100,00      |  |
| Abstentions        | Abstentions            | Abstentions    | 18 442       | 22,26        | 16 549      | 19,98       |  |
| Votants            | Votants                | Votants        | 64 391       | 77,74        | 66 273      | 80,02       |  |
| Blancs et nuls     | Blancs et nuls         | Blancs et nuls | 1 398        | 2,17         | 1 695       | 2,56        |  |
| Exprimés           | Exprimés               | Exprimés       | 62 993       | 97,83        | 64 578      | 97,44       |  |
| Source : Data.gouv |                        |                |              |              |             |             |  |

#### Deuxième circonscription (Parthenay)
|                    | Jacques Fouchier sortant réélu | CDP (URP)      | 30 927 | 60,28  |  |  |  |
|                    | Pierre Beaufort                | PS (UGSD)      | 15 251 | 29,73  |  |  |  |
|                    | Michel Le Goff                 | PCF            | 5 127  | 9,99   |  |  |  |
|                    |                                |                |        |        |  |  |  |
| Inscrits           | Inscrits                       | Inscrits       | 66 214 | 100,00 |  |  |  |
| Abstentions        | Abstentions                    | Abstentions    | 12 463 | 18,82  |  |  |  |
| Votants            | Votants                        | Votants        | 53 751 | 81,18  |  |  |  |
| Blancs et nuls     | Blancs et nuls                 | Blancs et nuls | 2 446  | 4,55   |  |  |  |
| Exprimés           | Exprimés                       | Exprimés       | 51 305 | 95,45  |  |  |  |
| Source : Data.gouv |                                |                |        |        |  |  |  |

#### Troisième circonscription (Thouars - Bressuire)
| Candidat           | Candidat                 | Parti          | Premier tour | Premier tour | Second tour | Second tour |  |
| Candidat           | Candidat                 | Parti          | Voix         | %            | Voix        | %           |  |
| ------------------ | ------------------------ | -------------- | ------------ | ------------ | ----------- | ----------- |  |
|                    | Augustin Bordage sortant | UDR (URP)      | 18 334       | 38,58        | 18 580      | 39,01       |  |
|                    | Albert Brochard élu      | CD (MR)        | 16 681       | 35,10        | 19 391      | 40,72       |  |
|                    | Raymond Vouhé            | PS (UGSD)      | 9 120        | 19,19        | 9 652       | 20,27       |  |
|                    | Bernard Monrouzeau       | PCF            | 3 388        | 7,13         |             |             |  |
|                    |                          |                |              |              |             |             |  |
| Inscrits           | Inscrits                 | Inscrits       | 58 136       | 100,00       | 58 135      | 100,00      |  |
| Abstentions        | Abstentions              | Abstentions    | 8 964        | 15,42        | 9 702       | 16,69       |  |
| Votants            | Votants                  | Votants        | 49 172       | 84,58        | 48 433      | 83,31       |  |
| Blancs et nuls     | Blancs et nuls           | Blancs et nuls | 1 649        | 3,35         | 810         | 1,67        |  |
| Exprimés           | Exprimés                 | Exprimés       | 47 523       | 96,65        | 47 623      | 98,33       |  |
| Source : Data.gouv |                          |                |              |              |             |             |  |